# Charles Cord'homme
Jacques Henri Charles Cord'homme, dit Charles Cord'homme, né le 17 novembre 1824 à Rouen et mort le 3 février 1906 dans la même ville, est un journaliste et homme politique français.
Militant républicain en 1848 et opposé au coup d'État du 2 décembre 1851 par Napoléon III, il devient un ennemi du Second Empire puis un soutien de la Commune de Paris. Sous la Troisième République, il rallie le mouvement boulangiste.
Il est l'oncle par alliance de l'écrivain Guy de Maupassant. Celui-ci s'est servi du modèle de son oncle pour Corudet, personnage de sa nouvelle Boule de Suif paru en 1880.

## Biographie

### Études et débuts en politique sous la Deuxième République
Né en 1824, Charles Cord'homme naît dans une famille de négociants, son père exerçant comme négociant en vin. Au lycée de Rouen où sa famille l'a envoyé étudier, Cord'homme reçoit l'enseignement de Adolphe Chéruel, médiéviste reconnu et élève de l'historien Jules Michelet. Une fois le lycée terminé, il devient courtier en liquide et rentre en contact avec les militant républicains rouennais.
Ayant assisté à la révolution de 1848 sans directement y participer, il en sort abattu en raison de la forte répression des manifestations de avril mais il continue à militer activement au sein du mouvement radical en devenant, en 1849, trésorier du Comité central démocratique et en participant activement aux manifestations des différents comités en vu de préparer les élections de mai 1849. Appartenant au groupe de la Solidarité républicaine, il participe à la fondation du journal Le Républicain de Rouen qui sera suspendu le 13 juin 1849 à la suite d'un article appelant à l'insurrection. Après avoir séjourné en Angleterre comme membre d'une délégation souhaitant organiser le combat contre Napoléon III, il revient en France et assiste au coup d'État du 2 décembre 1851. Il s'engage alors dans une campagne pour dire non au plébiscite mais celle-ci échoue et le Second Empire est instauré un an plus tard.

### Sous la Troisième République
Il est conseiller général de la Seine-Inférieure dans le 6e canton de Rouen de 1870 à 1874.
Il est domicilié au no 24 rue Brisout-de-Barneville dans le quartier Saint-Sever à Rouen.
Il est inhumé au cimetière monumental de Rouen.